# Jacksonville (stacja kolejowa)
Jacksonville – stacja kolejowa w Jacksonville, w stanie Floryda, w Stanach Zjednoczonych. Jest obsługiwana przez pociągi Amtrak: Silver Meteor, Silver Star, i Thruway Motorcoach do Lakeland.
W 2009 z usług stacji skorzystało 65 501 pasażerów.